# Juruena (fiume)
Lo Juruena è un fiume del Brasile.
Nasce nel Mato Grosso dalla Serra dos Parecis, segna il confine con l'Amazzonia e confluendo con il Teles Pires forma il Tapajós.